# Падрія
Падрія (італ. Padria, сард. Padria) — муніципалітет в Італії, у регіоні Сардинія,  провінція Сассарі.
Падрія розташована на відстані близько 370 км на південний захід від Рима, 140 км на північ від Кальярі, 37 км на південь від Сассарі.

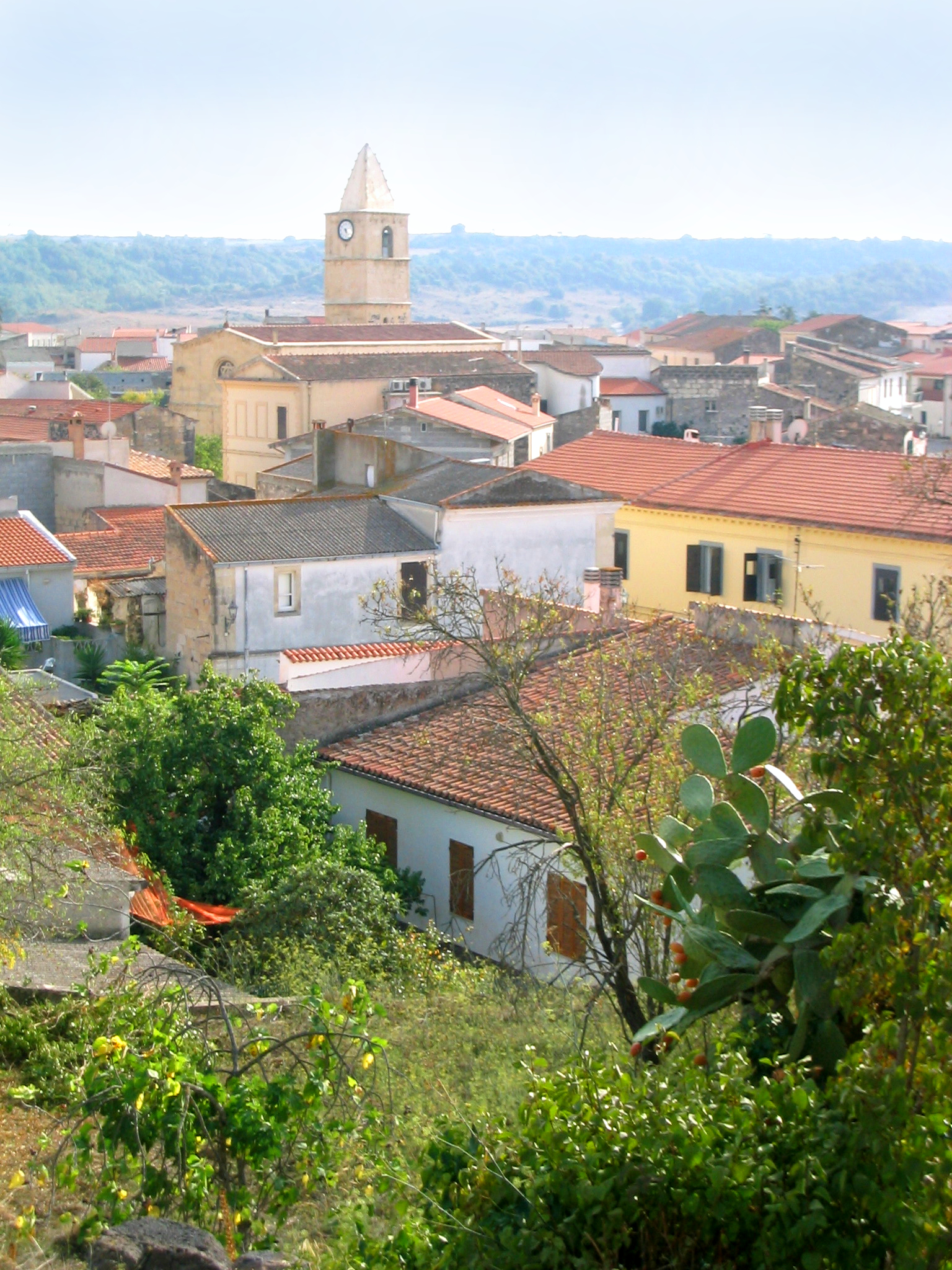

Населення — 642 особи (2014).

## Демографія
Населення за роками:

Станом на 1 січня 2023 року в муніципалітеті офіційно проживали 24 іноземці з 10 країн, серед них 11 громадян країн Євросоюзу.

## Сусідні муніципалітети
- Боза
- Коссоїне
- Мара
- Монтелеоне-Рокка-Дорія
- Поццомаджоре
- Романа
- Вілланова-Монтелеоне